# Kenny Britt
(en) Statistiques sur pro-football-reference
Kenneth Lawrence Britt, connu sur le nom de Kenny Britt et né le 19 septembre 1988 à  Bayonne dans le New Jersey, est un joueur américain de football américain évoluant au poste de wide receiver. 

## Biographie

### Carrière universitaire
Il joue au niveau universitaire pour l'université Rutgers et son équipe des Scarlet Knights en NCAA Division I FBS de 2006 à 2008. 
Au terme de la saison 2007, il est sélectionné dans la 2e équipe de la Big East Conference et au terme de la saison 2008, il est repris dans la 3e équipe All-American et dans la 1re équipe de la Big East Conference.
Il renonce à son année senior pour se présenter à la draft.

### Carrière professionnelle
Britt réalise une solide performance lors du NFL Combine, réalisant un chrono de 4,56 secondes lors du 40 yards dash et de 4,47 secondes lors du  20 yards shuttle, soulevant à 23 reprises 102 kg lors du développé couché, effectuant un saut vertical de 0,94 mètre et un saut en longueur de 3,15 mètres. Britt améliore son temps du 40 yards dash lors de sa journée professionnelle du 23 mars 2009 en réalisant 4,47 secondes.
Il est sélectionné par la franchise des Titans du Tennessee en tant que 30e choix global lors du premier tour de la draft 2009 de la NFL. Il y joue de 2009 à 2013 et passe ensuite chez les Rams de Saint-Louis/Los Angeles (2014–2016), les Browns de Cleveland (2017) et les Patriots de la Nouvelle-Angleterre (2017).

## Vie privée
Britt, naît le 19 septembre 1988 à Bayonne dans l'État du New Jersey. Marié à Sabrina Britt, il a un fils et deux filles. Le 12 avril 2011, Britt est arrêté dans le New Jersey à la suite d'une prétendue poursuite en voiture avec la police. Il est poursuivi de trois chefs d'accusation dont un pour crime mais les charges sont ensuite réduites.  Le 7 juin, Britt  plaide coupable de conduite imprudente et est condamné à une amende.  Le 8 juin 2012, Britt est arrêté à Hoboken, New Jersey et est accusé de résistance lors de l'arrestation.
Il a participé à une télé-réalité appelée Hollywood & Football.